# Ведмежий кіготь
Ведмежий кіготь (англ. Bear claw) — солодка випічка з дріжджового тіста данського типу, що виникла в Сполучених Штатах в середині 1920-х років. У Данії ведмежий кіготь називають kamme. Назву «ведмежий кіготь», що використовується для кондитерських виробів, вперше засвідчено в 1915 році. Фраза більш поширена в Західноамериканській англійській, і включена в результати регіонального дослідження діалектів в США, питання № 87: «Ви використовуєте термін „ведмежий кіготь“ для позначення кондитерських виробів?».

## Інгредієнти / Форма
Більшість данської випічки містить одні й ті ж основні інгредієнти, такі як яйця, дріжджі, борошно, молоко, цукор та вершкове масло. Ведмежий кіготь також готується із «солодкого тіста», яке представляє собою «тісто для хліба з більшою кількістю жиру, ніж зазвичай». Одна з відмінностей між більшістю данської випічки, крім смаку, полягає в їх формі. Ведмежа лапа зазвичай заповнена мигдалевою пастою, а іноді і родзинками, зазвичай у формі півкола з розрізами з одного боку. В міру того, як в духовці тісто піднімається, частини відокремлюються одна від одної, утворюючи форму ведмежих пальців, звідси і назва. Кіготь ведмедя також може бути пончиком з дріжджового тіста за формою, аналогічною оригінальній формі. Такі пончики можуть мати начинку в стилі яблучного пирога або інші начинки, такі як пеканова паста, фініки, вершковий сир, виноград або вишня. Імітація ведмежих пазурів робиться з мигдалевих горіхів або родзинок.

## Приготування
Кіготь ведмедя можна зробити ручним або машинним способом. Ведмежий кіготь можна зробити вручну за допомогою ножа для ведмежого кігтя, винайденого в 1950 році Джеймсом Феннеллом. У патенті 1948 року описаний процес складання кігтя ведмедя, як розкочування тіста, накладення на нього начинки, скочування тіста в рулон, вирізання невеликих надрізів, щоб надати їм вигляду пазурів, і, нарешті, розрізування тесту на окремі тістечка. У цьому місці тісто можна зігнути у вигляді півкола, в результаті чого «пальці лапи» розділяться.